# Marshall Plumlee
Marshall Harrison Plumlee (West Lafayette, Indiana, 14 de juliol de 1992) és un jugador de bàsquet estatunidenc que pertany a la plantilla dels New York Knicks de l'NBA. Amb 2,13 metres d'alçada, juga en la posició de pivot. És el germà menut dels també jugadors professionals Mason i Miles Plumlee.